# Dillon Simpson
Dillon Simpson, född 10 februari 1993, är en kanadensisk professionell ishockeyback som är kontrakterad till NHL-organisationen Columbus Blue Jackets och spelar för deras primära samarbetspartner Cleveland Monsters i AHL. 
Han har tidigare spelat på NHL-nivå för Edmonton Oilers och på lägre nivåer för Bakersfield Condors ochOklahoma City Barons i AHL och North Dakota Fighting Sioux/Varsity Athletics (University of North Dakota) i NCAA.
Simpson draftades i fjärde rundan i 2011 års draft av Edmonton Oilers som 92:a spelare totalt.
Han är son till den före detta ishockeyspelaren Craig Simpson, som vann två Stanley Cup med just Oilers för säsongerna 1987-1988 och 1989-1990, och svärson till den före detta konståkaren Jamie Salé, som vann OS-guld i paråkning vid 2002 års olympiska vinterspel i Salt Lake City i Utah.
Den 1 juli 2018 skrev han på ett tvåårskontrakt värt 1,35 miljoner dollar med Columbus Blue Jackets.

## Statistik
| 2006–07     | SSAC Lions                     | AMBHL       | 29  | 6  | 19 | 25 | 20 | 8  | 0 | 2 | 2 | 10 |
| 2007–08     | SSAC Lions                     | AMBHL       | 33  | 7  | 31 | 38 | 32 | 4  | 4 | 2 | 6 | 2  |
| 2008–09     | SSAC Athletics                 | AMHL        | 34  | 3  | 12 | 15 | 8  | —  | — | — | — | —  |
|             | Spurce Grove Saints            | AJHL        | 1   | 0  | 0  | 0  | 0  | —  | — | — | — | —  |
| 2009–10     | Spurce Grove Saints            | AJHL        | 29  | 15 | 15 | 30 | 51 | —  | — | — | — | —  |
| 2010–11     | North Dakota Fighting Sioux    | NCAA        | 30  | 2  | 8  | 10 | 8  | —  | — | — | — | —  |
| 2011–12     | North Dakota Fighting Sioux    | NCAA        | 42  | 2  | 16 | 18 | 8  | —  | — | — | — | —  |
| 2012–13     | North Dakota Varsity Athletics | NCAA        | 42  | 5  | 19 | 24 | 12 | —  | — | — | — | —  |
| 2013–14     | North Dakota Varsity Athletics | NCAA        | 42  | 7  | 16 | 23 | 20 | —  | — | — | — | —  |
| 2014–15     | Oklahoma City Barons           | AHL         | 71  | 3  | 14 | 17 | 14 | 10 | 0 | 0 | 0 | 0  |
| 2015–16     | Bakersfield Condors            | AHL         | 57  | 4  | 16 | 20 | 20 | —  | — | — | — | —  |
| 2016–17     | Edmonton Oilers                | NHL         | 3   | 0  | 0  | 0  | 2  | —  | — | — | — | —  |
|             | Bakersfield Condors            | AHL         | 53  | 3  | 8  | 11 | 26 | —  | — | — | — | —  |
| 2017–18     | Bakersfield Condors            | AHL         | 61  | 4  | 14 | 18 | 18 | —  | — | — | — | —  |
| 2018–19     | Cleveland Monsters             | AHL         | —   | —  | —  | —  | —  | —  | — | — | — | —  |
| NHL totalt  | NHL totalt                     | NHL totalt  | 2   | 0  | 0  | 0  | 0  | —  | — | — | — | —  |
| AHL totalt  | AHL totalt                     | AHL totalt  | 140 | 8  | 30 | 38 | 42 | 10 | 0 | 0 | 0 | 0  |
| NCAA totalt | NCAA totalt                    | NCAA totalt | 156 | 16 | 59 | 75 | 48 | —  | — | — | — | —  |